# Castello di Montemassi
Il castello di Montemassi è un castello in rovina a Montemassi, frazione del comune di Roccastrada, in provincia di Grosseto.

## Storia

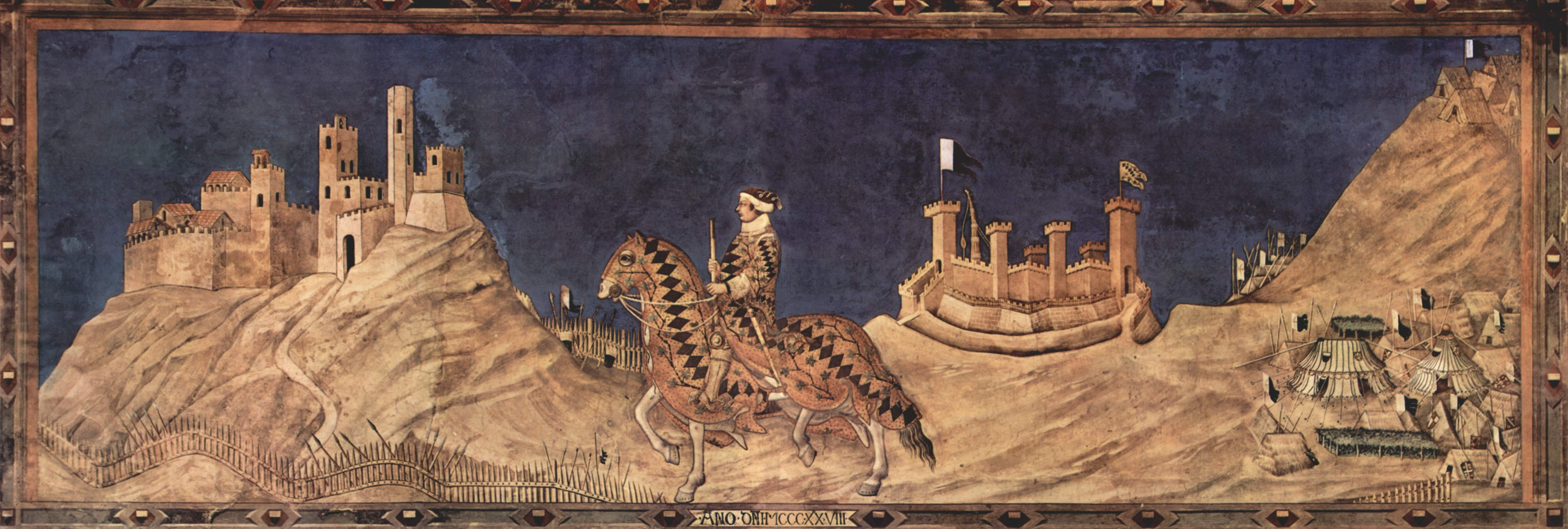
Simone Martini, Guidoriccio da Fogliano all'assedio di Montemassi (Siena, Palazzo Pubblico)

Il castello venne eretto poco dopo l'anno mille come possedimento della famiglia Aldobrandeschi. Il loro controllo sulla fortificazione ebbe termine nella seconda metà del XIII secolo a seguito di un violento assedio da parte dei Senesi.
Dopo alcuni decenni sotto il controllo di Siena, il castello passò agli inizi del XIV secolo sotto il controllo dei Pannocchieschi e dei Cappucciani di Sticciano. 
Successivamente, l'intero abitato fu nuovamente assediato e conquistato dai Senesi, grazie all'assedio condotto da Guidoriccio da Fogliano nel 1328, evento raffigurato in un celebre affresco di Simone Martini nel Palazzo Pubblico di Siena. Nei decenni successivi, il castello fu nuovamente al centro di contese che fomentarono anche varie rivolte locali; nel 1374 se ne impossessarono i Salimbeni, mentre alcuni anni più tardi passò alla famiglia Verdelli di Montalcino.
Agli inizi del XV secolo i Senesi riuscirono a riprendere il controllo della fortificazione, che fu inglobata nel territorio della Repubblica di Siena. Il controllo fu, tuttavia, mantenuto molto faticosamente per le continue rivolte degli abitanti che rivendicavano ampi margini di autonomia e il riconoscimento del libero comune di Montemassi, cosa mai avvenuta.
A metà del XVI secolo, a seguito della definitiva caduta della Repubblica senese, Montemassi e il suo castello entrarono a far parte del Granducato di Toscana. Nel 1632 il granduca Ferdinando II de' Medici investì del complesso fortificato il nobile Gian Cristoforo II Malaspina, del ramo detto dello Spino Secco, dei marchesi di Mulazzo, già feudatario di Roccatederighi, con il titolo di marchese. Il marchesato di Montemassi passò poi ai figli di lui, Corrado, prima, e Obizzo, poi, quindi al figlio di Obizzo, Gian Cristoforo III e infine al figlio di quest'ultimo, il marchese Cesare che, essendo l'ultimo della sua famiglia e gravato da debiti, nel 1770, con il consenso del governo graducale, vendette il marchesato alla famiglia Cambiaso di Genova. Nei periodi successivi, ci furono altri passaggi di proprietà fino all'abbandono avvenuto attorno al 1840.
Da allora, iniziò un lungo periodo di degrado, terminato soltanto con i restauri avvenuti tra la fine del XX secolo e gli inizi del nuovo millennio.

## Descrizione

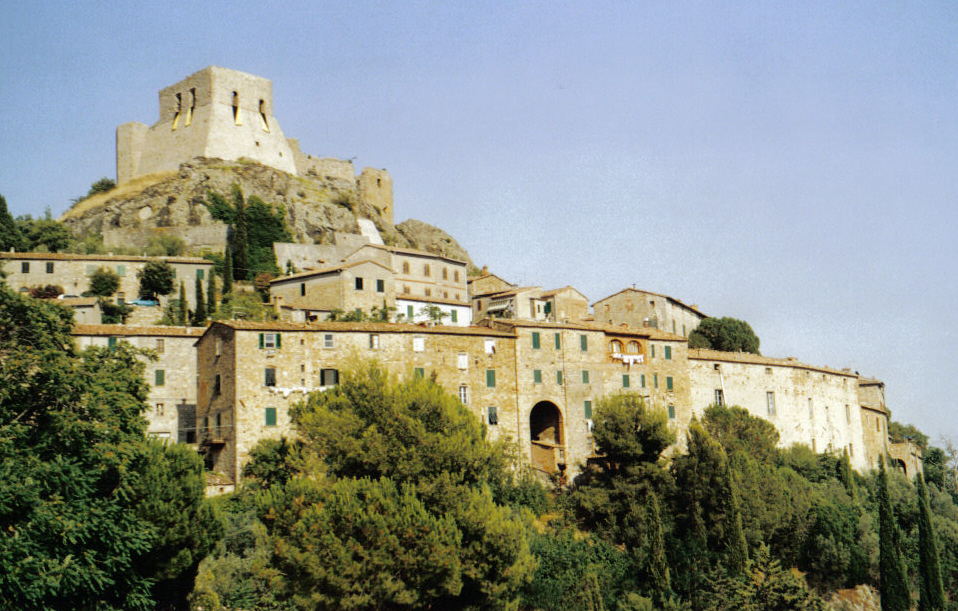
Il castello di Montemassi sulla sommità della collina

Il castello si presenta sotto forma di imponenti ruderi riportati agli antichi splendori, grazie agli ultimi interventi di restauro.
Il complesso è delimitato da una serie di cortine murarie che racchiudono un ampio cortile fortificato, dove si affacciano una serie di edifici che presentano porte e finestre ad arco; in questa area sono visibili anche i resti di una cisterna per la raccolta e la distribuzione dell'acqua.
I fabbricati più imponenti spicca la rocca, a sezione poligonale, che presenta un possente basamento a scarpa e pareti completamente rivestite in filaretto di pietra, dove si aprono finestre ad arco; la parte alta è rimasta priva di coronamenti sommitali.
Poco più in basso rispetto alla rocca, al lato opposto dell'area fortificata, si eleva la torre, a sezione quadrata, con pareti rivestite in pietra provviste di alcune feritoie; anche in questo caso, la parte sommitale risulta senza coronamenti.

## Restaurazione
Nel 4 luglio 2023 si sono conclusi i lavori di riqualificazione e valorizzazione dell’area interna al Castello di Montemassi che è tornato ad essere fruibile in sicurezza per gli eventi culturali organizzati dall’Amministrazione Comunale dal 13 luglio 2023 C'è stato anche un aiuto da parte dell'Università di Firenze e il Parco nazionale tecnologico e archeologico delle Colline Metallifere.